# Wilson Fadul
Wilson Fadul (Valença, 4 de fevereiro de 1920 – Rio de Janeiro, 18 de outubro de 2011) foi um médico e político brasileiro.
Foi ministro da Saúde no Governo João Goulart, de 17 de junho de 1963 a 4 de abril de 1964. Anteriormente havia sido deputado federal entre 1954 e 1962, e também prefeito de Campo Grande, em 1953.